# Michael Parenti
Michael Parenti   (Nova York, 1933) Michael John Parenti és un politòleg, historiador acadèmic i crític cultural nord-americà que escriu sobre temes acadèmics i populars. Ha ensenyat a universitats i s'ha anomenat candidat a càrrecs polítics. Parenti és conegut pels seus llibres i algunes conferències marxistes. És un intel·lectual destacat de l'esquerra nord-americana.
Michael Parenti es va criar per una família italoamericana al barri de East Harlem de Nova York. Després de graduar-se a l'escola secundària, Parenti es va posar a treballar durant alguns anys. En tornar a l'escola, va rebre una llicenciatura al City College de Nova York, un màster de la Brown University i un doctorat en ciències polítiques de la Universitat Yale. Parenti és el pare de Christian Parenti, un acadèmic, autor i periodista.